# Municipio de Harrison (condado de Blackford)
El municipio de Harrison (en inglés: Harrison Township) es un municipio ubicado en el condado de Blackford en el estado estadounidense de Indiana. En el año 2010 tenía una población de 2640 habitantes y una densidad poblacional de 24,14 personas por km².

## Geografía
El municipio de Harrison se encuentra ubicado en las coordenadas 40°31′49″N 85°16′5″O / 40.53028, -85.26806. Según la Oficina del Censo de los Estados Unidos, el municipio tiene una superficie total de 109.36 km², de la cual 109,12 km² corresponden a tierra firme y (0,23 %) 0,25 km² es agua.

## Demografía
Según el censo de 2010, había 2640 personas residiendo en el municipio de Harrison. La densidad de población era de 24,14 hab./km². De los 2640 habitantes, el municipio de Harrison estaba compuesto por el 97,92 % blancos, el 0,3 % eran afroamericanos, el 0,27 % eran amerindios, el 0,08 % eran asiáticos, el 0,42 % eran de otras razas y el 1,02 % eran de una mezcla de razas. Del total de la población el 0,98 % eran hispanos o latinos de cualquier raza.